# اودو د سن آماند
اودو د سن آماند (انگلیسی: Odo de St Amand؛ ۱۱۱۰ – ۹ اکتبر ۱۱۷۹)، رهبر و یکی از فرماندهان ارشد شوالیه‌های معبد بود که در سال ۱۱۷۱ تا ۱۱۷۹، ریاست این فرقه را برعهده داشت.